# Philippe Néricault Destouches
Philippe Néricault Destouches (ur. 9 kwietnia 1680 w Tours, zm. 9 lipca 1754) – francuski dyplomata i dramaturg.
Pochodził z Tours, gdzie studiował. W Paryżu dostrzegł go Philippe-Florent de Puisieux, ambasador Francji w Szwajcarii, który uczynił go swym sekretarzem. Poeta Nicolas Boileau zachęcił go z kolei do pisania. Destouches zaczął pisać sztuki teatralne dla Comédie-Française. Prędko stał się jednym z najpopularniejszych autorów, istotnych także dla literatury polskiego oświecenia. W 1720 roku został sekretarzem ambasady francuskiej w Londynie, a potem Chargé d’affaires.
Po powrocie do Francji (1723) publikował w Mercure de France. W 1723 został członkiem Akademii Francuskiej (fotel 6).